# Sant Jaume d'Argentona
L'església de Sant Jaume d'Argentona o ermita de Sant Jaume de Traià és una construcció preromànica del segle x d'Argentona (Maresme) protegida com a Bé Cultural d'Interès Local. Es va construir sobre una d'anterior paleocristiana. Antigament havia estat sota l'advocació de Sant Cugat.
S'hi organitza periòdicament l'Aplec del veïnat de Sant Jaume de Traià d'Argentona, on s'hi fa una tradicional lectura de l'Auca de Traià i una repicada d'una campana, entre altres activitats.

## Descripció
En l'època medieval i moderna l'església es trobava al terme municipal de Mataró, fins que fou definitivament permutat el 1840. Inicialment estava advocada a Sant Cugat, i apareix documentada per primer cop (com a capella) el 6 d'octubre de 996, en una permuta amb l'abat Otó del monestir de Sant Cugat del Vallès per part del comte Ramon Borrell i la seva muller Ermessenda de Carcassona.
Aquesta ermita es troba enrunada. Únicament es conserven dempeus les parets laterals i s'entreveu l'estructura de l'absis que encapçala l'església per la banda de llevant. La capella és d'una sola nau rectangular amb una capçalera trapezoidal. Pel que fa a la coberta, hi ha restes d'encanyissat i també apareixen dovelles que formaven l'arc triomfal que separava el santuari de la nau.
La porta original, al costat sud, està tapiada pel mur amb contrafort d'època barroca.
A la banda de ponent s'hi va obrir un nou portal que va propiciar l'enderrocament del primitiu mur preromànic. No hi ha restes de les finestres. Els murs que romanen dempeus són totalment llisos sense cap mena d'ornamentació. L'aparell ha estat fet seguint la tècnica del reble, fet de pedra petita i fang amb restes ceràmiques trossejades.

El mal estat de la capella va fer que el 1875 s'hi deixés de fer l'aplec que s'hi celebrava el dia de Sant Jaume. Es va enrunar definitivament el 9 de setembre de 1881. Més modernament s'hi va reprendre periòdicament un aplec, tot i que en el marc més ampli de tot el veïnat.

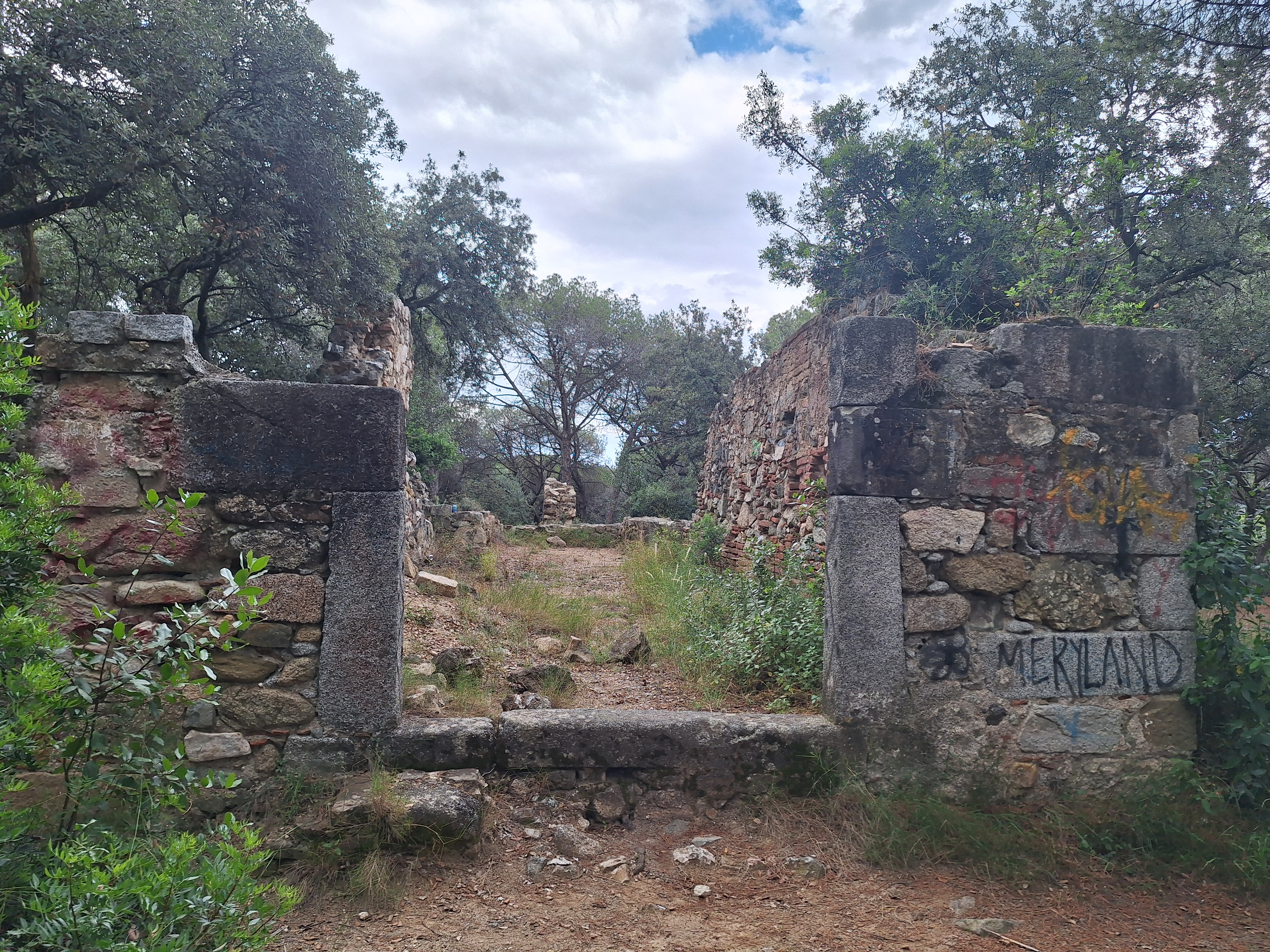
Porta de ponent
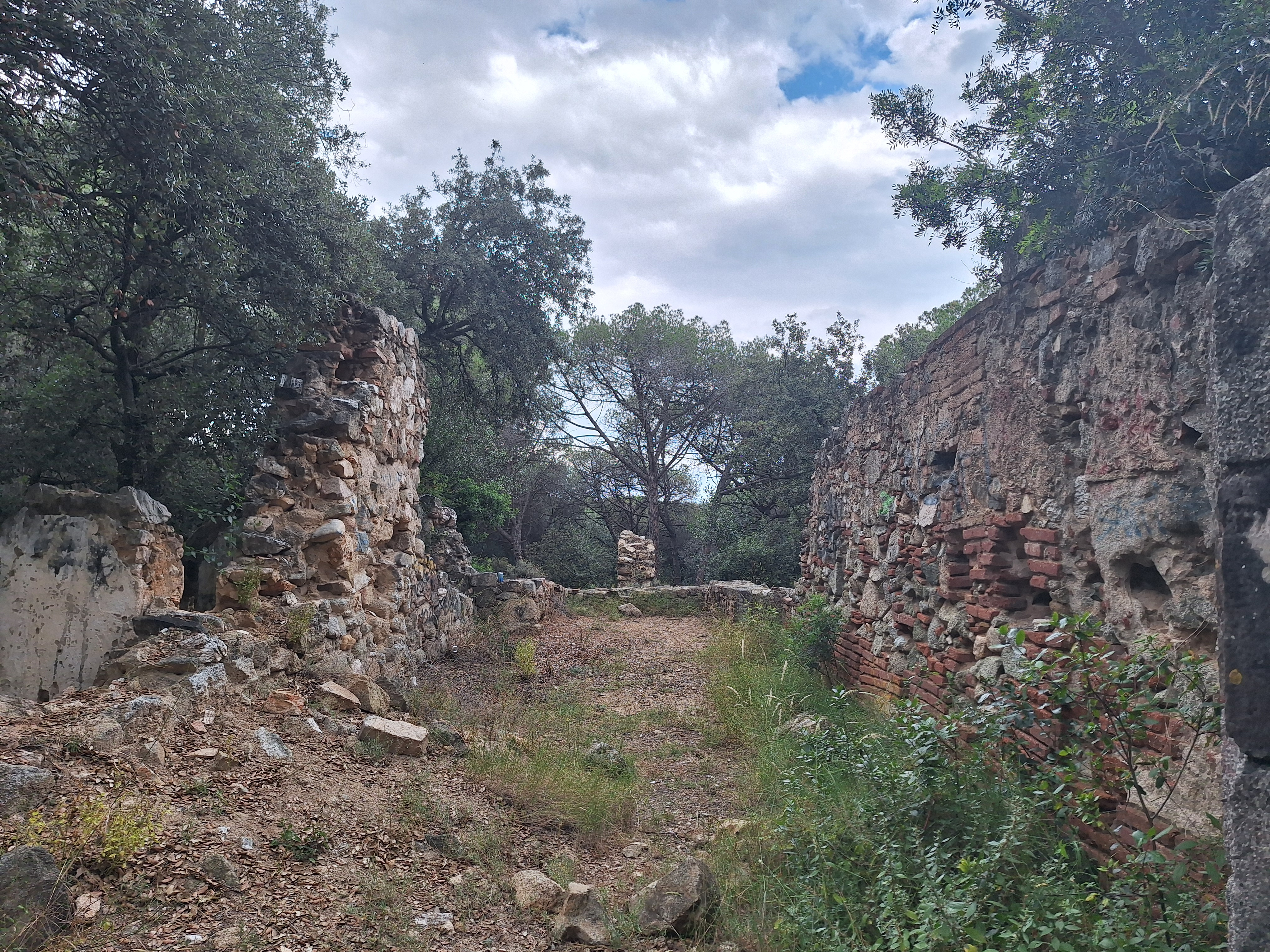
Interior de l'església des de la porta de ponent. Al fons es pot veure la base de l'absis.
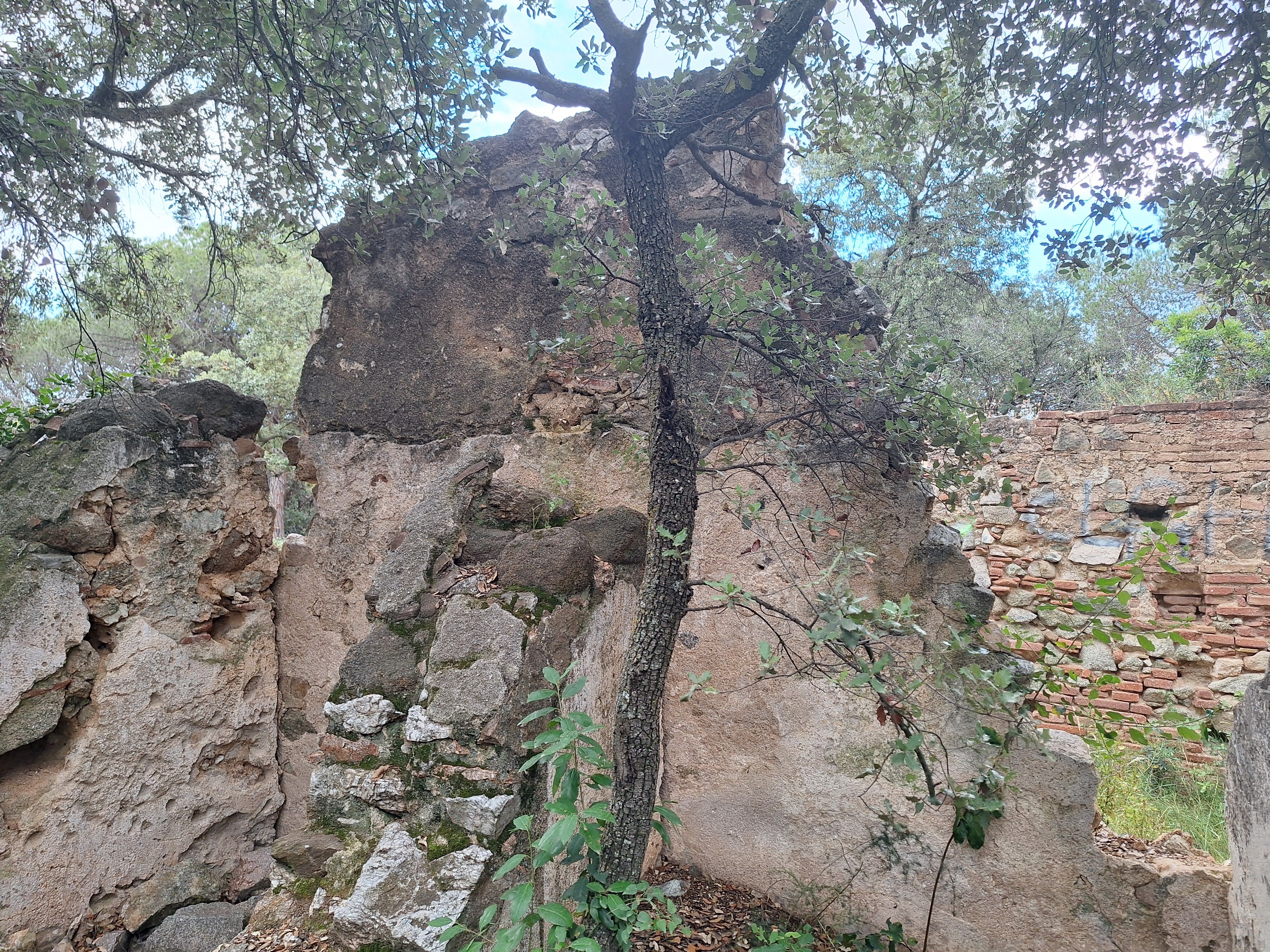
Contraforts del mur nord